# Erora badeta
Erora badeta is een vlinder uit de familie van de Lycaenidae. De wetenschappelijke naam van de soort werd als Thecla badeta in 1873 gepubliceerd door William Chapman Hewitson.